# Kovács Gusztáv (katona)
Kovács Gusztáv (angolul: Augustus Kovats, Gustav Kovacs; névvariáns: Kováts Gusztáv) (Pécel, 1830. augusztus 22. − Jefferson, Illinois, USA, 1886. november 7.) magyar és amerikai szabadságharcos, hadnagy, őrnagy.

## Életútja
Katonaiskolába járt. Az 1848-49-es szabadságharc alatt az 1. honvédzászlóaljban teljesített szolgálatot, őrmesteri rangban áthelyezték a 99. zászlóaljba, később hadnagyi beosztásban harcolt. A világosi fegyverletétel után emigrált. A Prick József által vezetett csoporttal került Amerikába. Az Újházy László által alapított New Budára (Iowa) igyekeztek, de Chicagóban (Illinois) megállapodott a mintegy százfőnyi csapat, voltak, akik itt maradtak (Prick József, Mihalotzy Géza, Jekelfalussy Sándor stb.), legtöbben tovább mentek vagy visszamentek New Yorkba. 
Kovács Gusztáv maradt egy ideig, de végül tartotta magát eredeti elképzeléséhez, elment Újházy László családjához és annak kíséretéhez New Budára (Iowa). Segített házat építeni Újházy Lászlónak. Ott volt Pomucz György is, tartották a lelket az Újházy-családban. Nagy terveket szőttek, tervezték a városalapítást, stb. Az első felépített ház szegletébe elhelyeztek egy alapító okiratot is, a jelenlevők  (köztük Kovács) mind aláírták. Egy idő után Kovács Gusztáv Cincinnatiba (Ohio) került, ahol egy magyar fűszerkereskedése (talán inkább vegyeskereskedése) volt, ő mérte a lisztet a vevőknek. Esténként, munka után bejöttek hozzá beszélgetni Németh József, Fóthy György, Szeghy, ide járt Semsey Károly is, kinek Kovács Gusztáv szerzett jó munkát. 
Kovács Cincinnatiból (Ohio) visszatért Chicagóba, s itt 1861 június 22-én beállt a 24. számú illinoisi önkéntes gyalogezredbe, amelyben kapitány lett. 1862 június 12-én Jasper város (Tennessee) mellett súlyosan megsebesült, sebesüléséből nem is gyógyult ki teljesen, ennek következtében 1863 január 19-én mint címzetes (Brevet) őrnagy megvált az aktív katonai szolgálattól. Illinois államban Camp Butler mellett volt egy farmja, de az teljesen leégett 1865 december 2-án. Végül a hadsereg segített rajta, beosztották a 7. veterán tartalékos ezredhez, a polgárháború befejezése után pedig a 2. veterán zászlóaljnál szolgált. Leszerelése után vámfelügyelő, majd békebíró lett Chicagóban. 1870-ben családjával együtt Jeffersonban (Illinois) telepedett le és itt megint békebíró lett és ingatlanügynök. Az amerikai források azt támasztják alá, hogy 1886-ban Jeffersonban érte a halál.